# Johann Christoff Dannhauer

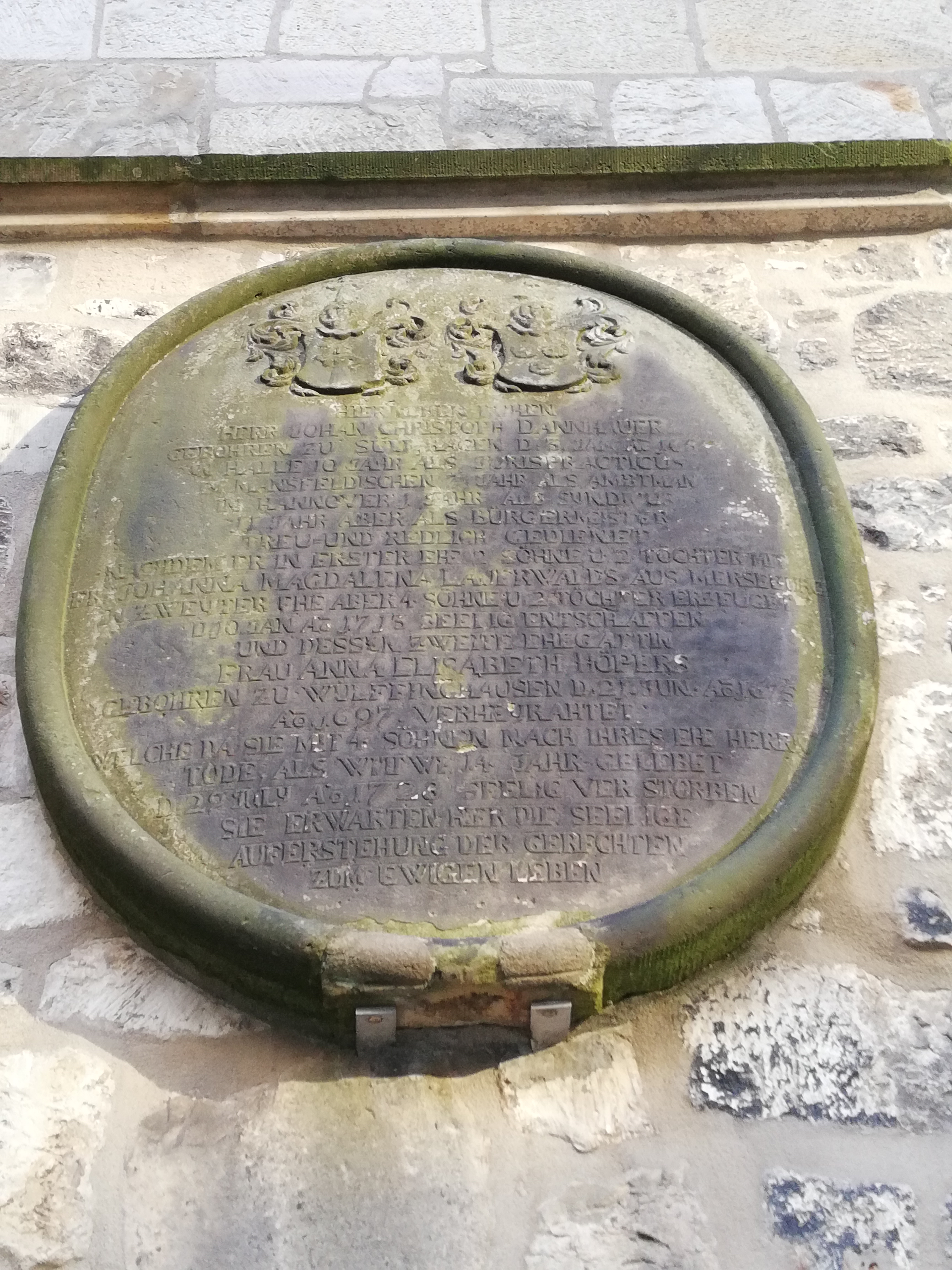
Epitaph für „Johan Christoph Dannhauer“ an der Außenwand der Aegidienkirche

Johann Christoff Dannhauer (auch: Danhauer) (* 3. Januar 1637 in Nordhausen; † 9. Januar 1713 in Hannover) war ein deutscher Stadtsyndikus, Bürgermeister von Hannover. und Rechtswissenschaftler.

## Leben

### Familie
Johann Christoff Dannhauer war verheiratet mit A. E. Dannhauer, aus der Verbindung stammen die Söhne Friedrich Gottlieb Dannhauer und Ludwig Albert Dannhauer.

### Werdegang
Johann Christoff Dannhauer studierte ab 1677 Rechtswissenschaften an der Universität Jena. 1679 schrieb er auf Latein seine Dissertation zum Thema Schuldturm unter dem Titel Dissertatio juridica de carcere obaeratorum, vulgo Schuldt-Thurm ...
Nachdem er bereits von 1701 bis 1702 Stadtsyndikus in Hannover war, wurde er 1702 als Nachfolger von Anton Levin von Wintheim zum Bürgermeister der Stadt gewählt und blieb in dieser Position bis zu seinem Lebensende.
Ein Epitaph Danhauers findet sich an den Außenmauern der Aegidienkirche. Die dortige Inschrift entziffert sich wie folgt:

„HIERNEBEN RUHEN

HERR JOHAN CHRISTOPH DANNHAUER

GEBOHREN ZU SÜLF(?) HAGEN D. 3. JAN AO 1654(?)

IN HALLE 10 JAHR ALS JURISPRACTICUS

MANSFELDISCHEN 7(?) JAHR ALS AMBTMAN

IN HANNOVER 1(?) JAHR ALS SYNDICUS

11(?) JAHR ABER ALS BÜRGERMEISTER

TREU- UND REDLICH GEDIENET.

NACHDEM ER IN ERSTER EHE 2(?) SÖHNE U. 2 TÖCHTER MIT

FR. JOHANNA MAGDALENA LAUERWALDS AUS MERSEBURG

D. 10. JAN. AO 1715 SEELIG ENTSCHLAFFEN

UND DESSEN ZWEITE EHEGATTIN

FRAU ANNA ELISABETH HÖPERS

GEBOHREN ZU WÜLFFINGHAUSEN D. 21. JUN. AO 1675

WELCHE DA SIE MIT 4 SÖHNEN NACH IHRES EHE HERRN

TODE, ALS WITWE 14 JAHR GELEBET

D: 22. JULY AO 1728 SEELIG VER STORBEN

SIE ERWARTEN HIER DIE SEELIGE

AUFERSTEHUNG DER GERECHTEN

ZUM EWIGEN LEBEN“

## Schriften (unvollständig)
- Dissertatio juridica de carcere obaeratorum, vulgo Schuldt-Thurm, quam... praeside Dn. Joh. Friderico Georgi... eruditorum disquisitioni submittet Joh. Christoph. Dannhauer... ad diem 5 julii 1679 (in Latein), von Johann Christoph Dannhauer und Johann Christoph Georg, Ienae: P. Ehrichius, 1714[4]